# Fabienne Vuilleumier
Pour les articles homonymes, voir Vuilleumier.
Fabienne Vuilleumier, née à Genève le 18 mars 1974, est une artiste suisse, designer plasticienne, étroitement liée à la conception de bijoux contemporains.

## Parcours professionnel
Après une formation de physiothérapeute à l’école de physiothérapie de Genève entre 1995 et 1999, elle entreprend en 2003 des études de Design de Bijou à la Haute École d’art et de design de Genève et obtient son diplôme en 2007. Elle choisit comme objet d’études un matériau à usage médical: le polymère, faisant ainsi le lien avec son activité de physiothérapeute,.
De 2007 à 2013 elle expose ses créations dans plus d'une vingtaine d'expositions de par le monde tout en continuant parallèlement son activité de physiothérapeute à Genève.
Elle incarne avec d'autres artistes, telle Noémie Doge et Sophie Bouduban, la jeune génération de l'École genevoise de bijouterie. 

## Distinctions
En 2008, elle obtient la Bourse du Fonds cantonal d'art contemporain de Genève et est nommée pour les bourses Berthoud, Lissignol-Chevalier et Galland de Genève

## Expositions
2007 :
- Galerie Marzee, exposition annuelle des diplômants européens, Nijmegen, Hollande.
- Défilé de mode HEAD, Genève[6]
- Fondation Artelibera, exposition itinérante sur le thème de la protection de l'enfance, Suisse

2008 :
- Collect fair, Londres, Angleterre
- Biennale internationale de design de St-Étienne, trois projets présentés dans le secteur Flight number ten, France
- Galerie 18k gold tone, Portland, USA
- Centre d'art contemporain , « Genève, artiste et créateurs d’aujourd’hui », Genève, Suisse
- Musée d'Art moderne de Muggia, « Filo Rosso » organisé par l’AGC, Italie

2009 :
- Galerie Shop Si, « Suisse Japon Corée », Kobé, Japon[7]

2010 :
- Lauréats de la bourse du Fonds cantonal d’art contemporain (FCAC), villa Dutoit, Genève[5]
- Object by Galerie Deux poissons, « Jewelry communication » Tokyo, Japon
- SIERAAD International Jewelry Art Fair, 4 au 7 novembre, Amsterdam, Pays-Bas[8]
- Galerie Caractère, « Gemmes à la folie » du 5 novembre au 24 décembre, Neuchâtel, Suisse
- « Décor, Design & Industrie » L’école genevoise des bijoutiers contemporains[4], Musée d’Art et d’Histoire de Genève, Suisse.

2011 :
- Musée Rath « L’Horlogerie à Genève, Magie des métiers, trésors d’or et d’émail », Genève. Exposition du bracelet thermoformable et perles

2012 :
- Exposition « Contemporary jewellery yearbook 2012-2013 » éd.Grupo Duplex ,à la bijouterie Gines, Zaragoza, Espagne
- Korean Craft Center, Séoul, Corée « Body extension » International group exhibition
- The 8th Gallery, Tokyo, Japon « Body extension » International group exhibition
- Villa Dutoit, Genève « Body extension » International group exhibition

2013:
- Flux Laboratory, Genève «Piaget Jeunes Talents 2013 »

## Collection publique
Musée d'art et d'histoire de Genève